# SpaCy
 (juillet 2018).
Si vous disposez d'ouvrages ou d'articles de référence ou si vous connaissez des sites web de qualité traitant du thème abordé ici, merci de compléter l'article en donnant les références utiles à sa vérifiabilité et en les liant à la section « Notes et références ».
SpaCy est une bibliothèque logicielle Python de traitement automatique des langues développée par Matt Honnibal et Ines Montani. SpaCy est un logiciel libre publié sous licence MIT.

## Fonctionnalités
La bibliothèque SpaCy permet d'effectuer les opérations d'analyse suivantes sur des textes dans plus de 50 langues :
- Tokenization ;
- Reconnaissance d'entités nommées.